# Te estoy amando locamente
Pour plus de détails, voir Fiche technique et Distribution.
Te estoy amando locamente (en français : « je t'aime à la folie ») est un film dramatique et historique LGBT espagnol de 2023, réalisé par Alejandro Marín,.

## Synopsis
Le film se développe dans l'année 1977, à Séville (Espagne), où l'homosexualité est toujours considérée comme une offense criminelle. Reme est une mère traditionnelle mais qui tient à son fils adolescent, artiste en herbe. Elle va trouver une raison qui va finir par la pousser à s'impliquer dans le mouvement LGBTI andalou, paradoxalement né au sein de l'Église,,.

## Distribution
Le casting principal est composé de ,,:
- Omar Banana comme Miguel
- Ana Wagener comme Reme
- Alba Flores comme Lole
- La Dani comme Dani
- Pepa Gracia comme Raquel
- Alex de la Croix comme Millie
- Jesus Carroza comme Père Manolo
- Carmen Orellana comme Maca
- Boîte aux lettres Lola en tant que Paca
- Mari Paz Sayago comme Rocio
- Manuel Morón comme Don Ignacio

## Production
Le film a été tourné à Barcelone et à Séville. Il a eu la collaboration de la mairie de Séville. Le tournage s'est terminé en novembre 2022.
La chanteuse Rigoberta Bandini a fait partie de sa bande originale en composant la chanson Yo solo quiero amor.
Le film, qui raconte les débuts du Mouvement homosexuel d'action révolutionnaire (MHAR) espagnol, a eu également la collaboration de Mar Cambrollé, l'une des fondatrices de l'organisation, qui est honorée à travers le personnage joué par Lola Buzón,,.

## Première
Le film a été présenté en avant-première à Saragosse le 22 et 23 juin 2023. Il a également ouvert la MADO Madrid Pride 2023. Sa sortie en salles a eu lieu le 6 juillet 2023 par Filmax,.

## Distinctions

### Récompense
- Prix Feroz 2024 : meilleur acteur dans un second rôle pour La Dani.
- Goyas 2024 : meilleure chanson originale[20].

### Nominations
- Prix Gaudí 2024 : meilleur nouveau réalisateur pour Alejandro Marín, meilleure révélation pour La Dani, meilleurs costumes
- Goyas 2024 : meilleur espoir masculin pour Omar Banana et La Dani, meilleur scénario original, meilleur nouveau réalisateur, meilleure chanson originale